# 바이부르트주

바이부르트주의 위치

바이부르트주(튀르키예어: Bayburt ili)는 튀르키예 북동부에 위치한 주로, 흑해 지역에 속한다. 주도는 바이부르트이며 면적은 3,652km2, 인구는 85,455명(2007년 기준), 자동차 번호는 69번, 시외전화 지역번호는 0458번이다. 3개 군을 관할한다.